# Еміль Бенеке
Еміль Бенеке (нім. Emil Benecke, 4 жовтня 1898 — 12 серпня 1945) — німецький плавець і ватерполіст.
Олімпійський чемпіон 1928 року, срібний призер 1932 року.